# Gisaku
Pour plus de détails, voir Fiche technique et Distribution.
Gisaku est un long métrage d'animation hispano-japonais de Baltasar Pedrosa Clavero sorti en 2005.

## Synopsis
Le film relate les aventures d'un jeune samouraï japonais qui visite l'Espagne au XVIIe siècle, dans une histoire vaguement inspirée des voyages de Tsunenaga Hasekura. Yohei survit en cachette jusqu'à l'époque actuelle grâce à des pouvoirs magiques (« Après des siècles de léthargie, il se réveille dans un monde qu'il ne connaît pas ») et accomplit de nombreuses aventures super-héroïques dans l'Europe moderne.

## Personnages
- Gisaku : un démon, qui perd son pouvoir et devient un adorable lionceau mangeur de métal.
- Riki : un jeune garçon espagnol, qui perd ses parents dans un accident de voiture.
- Yohei : un brave samouraï venu du passé, qui se réveille après des siècles de sommeil.
- Moira : une fille individualiste, qui s'intéresse à la fois à la haute technologie et à la protection de l'environnement.
- Linceto : un lynx espagnol mutant, qui peut parler et marcher comme un être humain. Il accuse la race humaine de l'extinction de son espèce.
- Gorkan : le seul démon, qui a survécu à la bataille entre les hommes et les forces du mal 385 ans plus tôt, et planifie maintenant de dominer le monde.

## Fiche technique
- Titre : Gisaku
- Réalisation : Baltasar Pedrosa Clavero
- Scénario : Angel E. Pariente
- Musique : Óscar Araujo
- Production : Filmax Animation
- Pays d'origine :  Espagne,  Japon
- Format : couleur ; 35 mm
- Genre : animation
- Durée : 81 minutes
- Date de sortie : 4 mars 2005 au  Japon ; 17 mars 2006 en  Espagne

## Distribution (voix)
- Eduard Farelo : Yohei
- José Antonio Torrabadella : Riki
- Nuria Trifol : Moira
- Luis Posada : Linceto
- Alfonso Vallés : Gorkam
- José Antequera : Carmona
- Concha García Valero : Dreda
- Ana Pallejà : la scientifique
- Manolo García : le narrateur

## Production
Premier long métrage du réalisateur, Gisaku occupe une place à part dans le cinéma d'animation espagnol. C'est aussi le premier long métrage de type anime réalisé entièrement en Europe.
Des versions dans trois langues (espagnol, japonais, anglais) ont été réalisées simultanément.
Le point de départ de ce film est un concours lancé par la Sociedad Estatal para Exposiciones Internacionales (SEEI), dont le but était de rechercher des rapprochements entre la culture et la réalité espagnoles d'une part et la société japonaise d'autre part, à l'occasion de l'Exposition universelle de 2005 à Aichi au Japon ; c'était aussi une manière de présenter l'Espagne sous un angle différent. Gisaka, doublé en japonais, fut effectivement projeté dans le Pavillon espagnol de l'Exposition, après une première le 21 septembre 2005 dans le cadre du Hispanic Beat Film Festival de Tokyo.

## Distinctions
En 2006, le film fait partie des films nommés aux Prix Goya, en Espagne, pour le prix du Meilleur film d'animation (le prix est finalement remporté par El sueño de una noche de San Juan).